# Под солнцем Тосканы (фильм)
«Под солнцем Тосканы» (англ. Under the Tuscan Sun) — кинофильм режиссёра Одри Уэллс, снятый в 2003 году.

## Сюжет
Известная писательница Фрэнсис (Дайан Лейн), живущая в Сан-Франциско, оказывается в глубокой депрессии из-за провала на работе и развода с мужем, который ей изменял. Не добавляет оптимизма и обстановка в «доме для разведённых», где она временно сняла квартиру, — за стеной регулярно раздаётся плач разведённого соседа. Чтобы дать Фрэнсис развеяться, её подруга-лесбиянка Патти (Сандра О), ждущая ребёнка, подарила ей путёвку в Италию в составе гей-группы. Побродив по улочкам и музеям, Фрэнсис случайно натыкается на объявление о продающемся в Тоскане древнем поместье. Сама не ожидая от себя такого стремления, вскоре она становится его владелицей. Фрэнсис оказывается одна в этом мрачном и не вполне ухоженном доме…

## В ролях
| Актёр               | Роль                           |
| ------------------- | ------------------------------ |
| Дайан Лейн          | Фрэнсис                        |
| Сандра О            | Патти                          |
| Линдси Дункан       | Кэтрин                         |
| Рауль Бова          | Марчелло                       |
| Винсент Риотта      | Мартини                        |
| Марио Моничелли     | старик с цветами               |
| Роберто Нобиле      | Плачидо                        |
| Джулия Стайгервальд | Кьяра                          |
| Павел Шайда         | Павел                          |
| Джеффри Тэмбор      | бракоразводный адвокат Фрэнсис |

## Номинации
- 2004 — Премия «Золотой глобус»
  - Лучшая женская роль в мюзикле/комедии — Дайан Лейн